# جرج کایسر
جرج بی. کایسر (به انگلیسی: George B. Kaiser) بازرگان آمریکایی
وی در زمره میلیارددرهای خود ساخته‌است.

## زندگینامه
جورج کایسر در روز	۲۹ ژوئیهٔ سال ۱۹۴۲ میلادی متولد شده‌است در دوران کودکی جورج به همراه خانواده اش در شهر (تولسا) زندگی می‌کرد و در همین منطقه وارد دبستان شد اما پس از اتمام تحصیلات و اخذ دیپلم به دانشگاه هاروارد رفت و تونست با عنوان ام بی ا فارغ التحصیل شود. جرج کایسر هم مانند سایر سرمایه داران جهان به امور خیریه علاقه خاصی دارد. او به همراه همسرش (ماریا) بنیادی را به نام جورج کایسر تأسیس کرده که هدف آن مبارزه با فقر کودکان در جهان است وی که ساکن اکلاهما در آمریکاست و سه فرزند دارد
شش ماه دوم سال ۲۰۰۸ یک چهارم از دارایی‌هایش را که معادل ۳ میلیارد دلار بود از از دست داد و سرمایه وی از ۱۲ میلیارد دلار به ۹ میلیارد دلار کاهش یافت. این در حالی است که در سال ۲۰۰۸ کایسر با بر یک میلیارد در صنعت ال ان جی سرمایه گذاری کرده بود و با ۱۱ میلیارد دلار سرمایه در جدول میلیاردرهای جهان شصت و هشتم شد. این بدان معناست که روند نزول سرمایه و ضرردهی فقط شامل جورج کایسر نبوده و همه سرمایه گذاران بزرگ از بحران مالی جهانی خسارت دیده‌اند. دربارهٔ کاهش سرمایه جورج کایسر باید گفت عامل اصلی این کاهش سرمایه کاهش قیمت نفت در شش ماه گذشته بود.
جورج کایسر که هم‌اکنون ۷۱ سالگی اش را می‌گذراند در سال ۲۰۰۹ با ۹ میلیارد دلار سرمایه رتبه چهل و سوم را در میان میلیاردرهای جهان به خود اختصاص داده بود.
در آخرین رده بندی سال ۲۰۱۰ در خصوص وضعیت میلیاردرهای جهان توانست با سرمایه‌ای بالغ بر ۱۰ میلیارد دلار به جایگاه ۶۴ جدول میلیاردرهای جهان دست یابد.
او هم‌اکنون مدریت ارشد شرکت نفتی کایسر فرانسیس اویل را بر عهده دارد که یکی از چند شرکت بزرگ خصوصی تولید کننده جهان به شمار می‌رود. کایسر دارایی‌های هم دارد از جمله مالکیت بانک اوکلاهاما در ایالت متحده که ارزشی معادل ۲ میلیارد دلار دارد و به همین دلیل یکی از فعالان عمده صنعت نفت و گاز و بانکداری آمریکا به شمار می‌رود.